# Pamela Hurtado
Pamela Catalina Hurtado Wedler (Guayaquil, 1962) es una pintora y artista plástica ecuatoriana, de ascendencia alemana. Su obra, tanto pictórica como escultórica, se caracteriza por mostrar las problemáticas y vivencias que experimentan las mujeres en el día a día.
Entre los años de 1975 y 1977, participó en los Talleres de Arte en Colonia, Alemania. Hasta 1994 participó en seis exposiciones colectivas, además de realizar dos exposiciones individuales más en su ciudad natal, en 1994 y 1995. 
Sus obras tienen una trayectoria pareja a la de su propia vida; no en vano su irrupción en el arte se produce luego de una tragedia personal. Al pasar de los años, su producción artística da un gran salto tras su visita a Alemania Oriental, poco tiempo después de la caída del muro de Berlín.
Pamela Hurtado comenta tener catorce años de trayectoria en las artes plásticas, la artista guayaquileña asegura que su temática principal y constante ha sido la mujer. “Mi trabajo es una denuncia social contra quienes no respetan ni valoran la importancia que tiene el género femenino. Hay mujeres que son amas de casa o empleadas domésticas y con el bajo sueldo que ganan o el poco amor que reciben de su familia es una forma de denigrarlas”, señala la pintora.
Sus obras se han presentado en República Dominicana, Estados Unidos, Argentina, España y Paraguay.

## Biografía
Nació en 1962 en Guayaquil, provincia de Guayas. Realizó sus estudios secundarios en el Colegio Alemán Humboldt Guayaquil, donde inició su interés por el arte gracias al profesor Joachim Schwerdfeger, quien empujaba a los alumnos a probar distintas técnicas creativas. Realizó estudios superiores en arquitectura, pero no los finalizó.
Luego de graduarse del colegio fue pupila del artista Xavier Patiño, con quien finalmente contrajo matrimonio.
En el 2001 se hizo acreedora al primer lugar en la categoría soportes alternativos del Salón de Octubre, organizado por la Casa de la Cultura Ecuatoriana. Su incursión desde lo kitsch con su obra "balde azul" se volvería un referente de su estética, permitiéndole una posterior participación en la Bienal de Cuenca.

## Estilo y temáticas
Hurtado ha sido desde corta edad una artista autodidacta. Su obra, mayoritariamente autobiográfica, incorpora varios objetos usualmente utilizados en el hogar, como utensilios domésticos, zapatos, juguetes, etc; a través de los cuales trata temáticas relacionadas con la opresión de la mujer, la violencia de género y el trabajo femenino mal remunerado. También suele retratar personajes tradicionales de cuentos infantiles con características monstruosas o paisajes que remontan a la artista a su infancia visitando el país de sus abuelos.
Generalmente, sus objetos escultóricos son realizados con materiales de casa, detalles muy característicos de sus obras, un ejemplo claro, es una de sus obras «Mujer, hazme un caldo de bola», donde utiliza coladores y ralladores de cocina.
Entre las técnicas utilizados por Hurtado están el óleo sobre lienzo, el acrílico sobre lienzo, las mandalas, el bordado, el arte-objeto, esculturas, instalaciones, entre otros.

## Exposiciones
A continuación, se lista las veces que la artista guayaquileña ha expuesto dentro y fuera del Ecuador.

### Individuales
- 2015 No Mínimo, Übergang-Langsam…[12] Guayaquil, Ecuador.
- 2012 Objetos, Galería Patricia Meier. Guayaquil, Ecuador.
- 2008 Propiedad Privada. Galería DPM. Guayaquil, Ecuador.
- 2004 En mi jardín. Galería Mirador, Universidad Católica Santiago de Guayaquil.[13] Guayaquil, Ecuador.
- 2004 Trapos Sucios. Museo Antropológico del Banco Central. Manta, Ecuador.
- 2004 Trapos Sucios. Museo Antropológico del Banco Central. Bahía de Caráquez, Ecuador.
- 2000 Galería El Pobre Diablo. Quito, Ecuador.
- 1999 Imágenes Barrocas, Galería Teatro Centro de Arte. Guayaquil, Ecuador.
- 1997 Museo Banco de Pacífico. Guayaquil, Ecuador.
- 1996 Galería de Arte Manzana Verde. Guayaquil, Ecuador.
- 1995 Hogar Dulce Hogar, decodificación de un mito. Museo Municipal. Guayaquil, Ecuador.

### Colectivas
- 2019 El ocaso de la naturaleza, Galería de la Facultad Latinoamericana de Ciencias Sociales (FLACSO[14]). Quito, Ecuador
- 2018 3.er. Encuentro Arte Mujeres Ecuador, Centro de Arte Contemporáneo.[15][16] Quito, Ecuador
- 2016 La fecundidad de la incertidumbre. MAAC. Guayaquil, Ecuador
- 2014 Mapas del Arte Contemporáneo en Ecuador. Museo de Arte Moderno.[17] Cuenca, Ecuador
- 2011 No me toques. Salón de Julio del Museo Municipal. Guayaquil, Ecuador
- 2011 Ispirato Corpo, vestido “Chanchita”. Galápagos y Cuenca, Ecuador
- 2010 Playlist. Museo Municipal. Guayaquil, Ecuador
- 2009 Playlist. Proceso de la Bienal de Cuenca. Cuenca, Ecuador
- 2005 Invitada a Fashion Art by Manuel Fernández, MAAC. Guayaquil, Ecuador
- 2005 Exposición de Mujeres, organizada por la Revista Hogar en la Casa de la Cultura Núcleo del Guayas. Guayaquil, Ecuador
- 2004 Obra "Había una vez una niña que quería una casa". Salón de Julio del Museo Municipal.[18] Guayaquil, Ecuador
- 2003 Salón Mariano Aguilera, Centro Cultural Metropolitano. Quito, Ecuador
- 2002 Palacio de Cristal (Mercado Sur remodelado) Malecón 2000. Guayaquil, Ecuador
- 2001 Primer lugar, obra "Balde azul", categoría Soportes Alternativos, Salón de Octubre[19] de la Casa de la Cultura Núcleo del Guayas. Guayaquil, Ecuador
- 2001 Objetos. Galería DPM. Guayaquil, Ecuador
- 2001 Salón de la Bienal de Cuenca. Cuenca, Ecuador
- 1999 Banderita Tricolor, Galería Madeleine Hollaender. Guayaquil, Ecuador
- 1998 VI Bienal de Cuenca. Cuenca, Ecuador
- 1998 Galería Teatro Centro de Arte. Guayaquil, Ecuador
- 1997 Obra "Una mirada obsesiva a una realidad fragmentada". Museo del Banco Central. Guayaquil, Ecuador.
- 1996 Exposición del Museo del Banco Central en conjunto con la Bienal de Cuenca. Cuenca, Ecuador.
- 1996 Museo Amantes de Sumpa, Banco Central del Ecuador. Santa Elena, Ecuador
- 1996 Galería de Arte de Xavier Blum. Ballenita, Ecuador.
- 1996 British Council. Guayaquil, Ecuador.
- 1995 Obra "La Huella de Europa-Ecuador 95", Archivo Histórico, Colegio de Arquitectos. Quito, Ecuador.
- 1994 Formatos Pequeños, Galería DPM. Guayaquil, Ecuador
- 1994 Salón Municipal. Ambato, Ecuador.
- 1993 Galería Mirador, Universidad Católica Santiago de Guayaquil. Guayaquil, Ecuador.
- 1992 Mixtura, Galería de Arte Manzana Verde (Flavio Alava, Marcos Alvarado y Xavier Patiño). Guayaquil, Ecuador.
- 1992 “Salvemos al Museo Municipal”, Salón de Octubre de la Casa de la Cultura Núcleo del Guayas. Guayaquil, Ecuador.

### Muestras internacionales
- 2011 Fashion Art, Museo Reina Sofía. Valencia, España.
- 2005 Salón de Julio. República Dominicana.
- 1997 Galería de Arte del Pacific National Bank. Miami, Estados Unidos.
- 1996 Siete artistas de Guayaquil, Centro Cultural La Recoleta. Curador: Luis Felipe Noé. Buenos Aires, Argentina.
- 1995 1.ª Muestra de Pintores Ecuatorianos, Manzana de la Rivera. Asunción, Paraguay.